# فهرست بلندترین قله استان‌های ایران

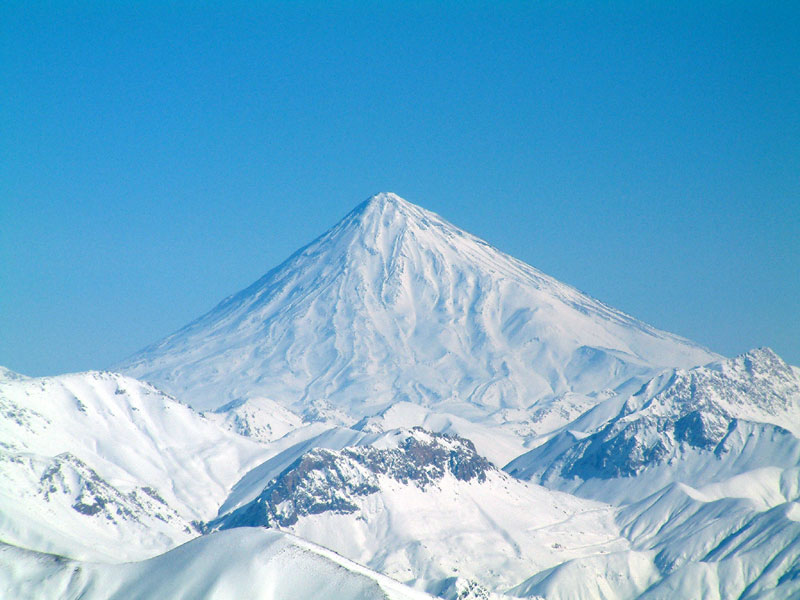
دماوند بلندترین کوه ایران

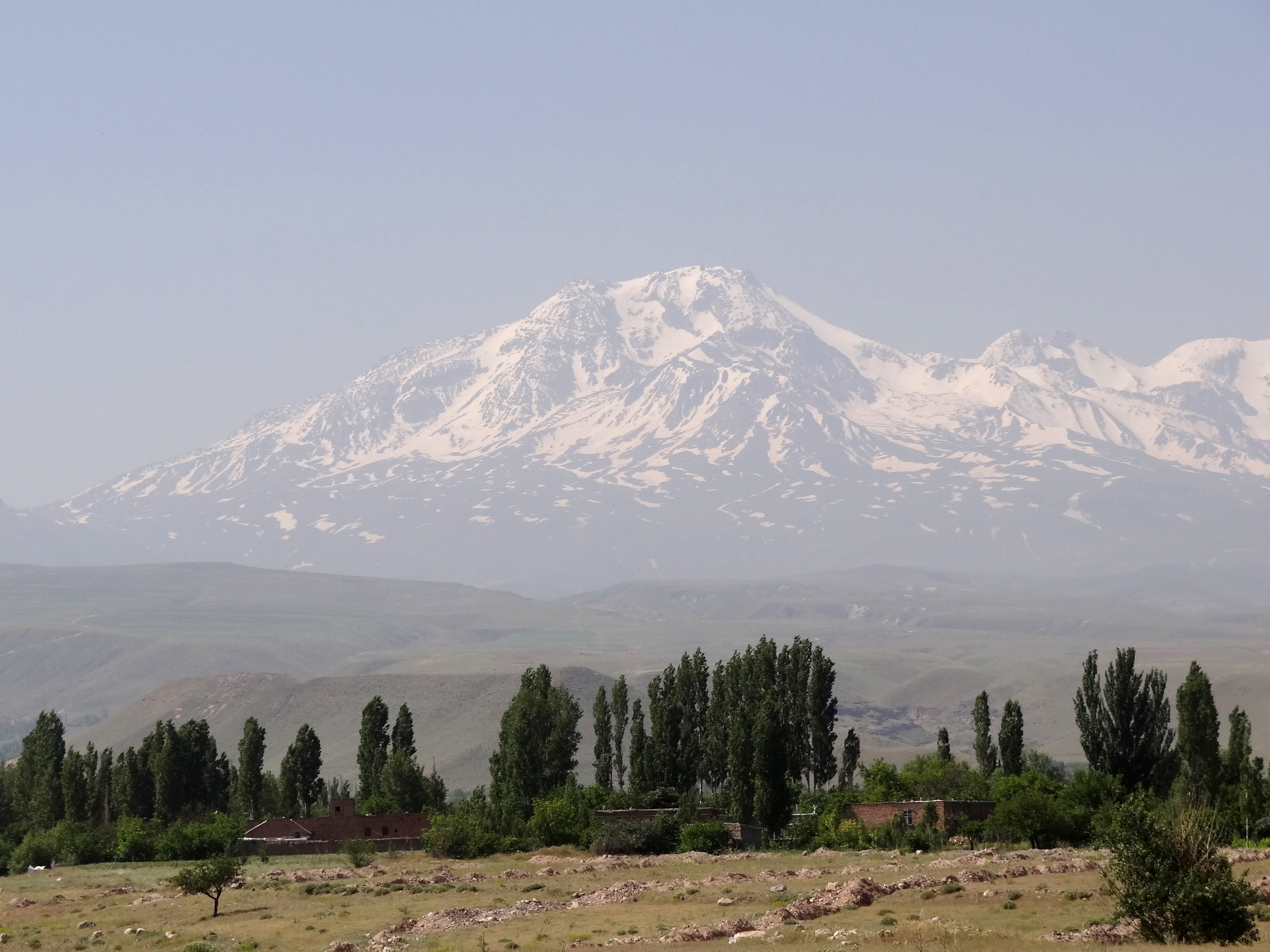
کوه سبلان در اردبیل

این صفحه در بر گیرنده فهرست مرتفع ترین قله‌های استان‌های ایران است. این فهرست معروف به سیمرغ کوههای ایران است. 
فهرست بلندترین قله‌های ۳۱ استان ایران به شرح جدول زیر است: 
| ردیف | نام استان           | بلندترین قله      | ارتفاع (متر) |
| ---- | ------------------- | ----------------- | ------------ |
| ۱    | مازندران            | دماوند            | ۵۶۰۹         |
| ۲    | اردبیل              | سبلان             | ۴۸۱۱         |
| ۳    | کهگیلویه و بویراحمد | قاش مستان         | ۴۵۰۱         |
| ۴    | کرمان               | هزار              | ۴۴۵۰         |
| ۵    | تهران               | خلنو              | ۴۳۷۴         |
| ۶    | چهارمحال و بختیاری  | کلونچین           | ۴۲۵۰         |
| ۷    | قزوین               | سیالان            | ۴۱۵۰         |
| ۸    | لرستان              | سن بران           | ۴۱۵۰         |
| ۹    | یزد                 | شیرکوه            | ۴۰۷۵         |
| ۱۰   | البرز               | شاه‌البرز          | ۴۰۵۰         |
| ۱۱   | سیستان و بلوچستان   | تفتان             | ۴۰۵۰         |
| ۱۲   | اصفهان              | شاهان‌کوه          | ۴۰۴۰         |
| ۱۳   | فارس                | بل                | ۳۹۶۵         |
| ۱۴   | سمنان               | شاه‌وار            | ۳۹۶۴         |
| ۱۵   | گلستان              | گاوکشان           | ۳۸۱۳         |
| ۱۶   | گیلان               | سماموس            | ۳۷۲۰         |
| ۱۷   | آذربایجان شرقی      | کمال              | ۳۵۰۵         |
| ۱۸   | آذربایجان غربی      | اورین             | ۳۷۰۲         |
| ۱۹   | خوزستان             | کینو              | ۳۷۰۱         |
| ۲۰   | همدان               | قله کوبری (همدان) | ۳۵۸۶         |
| ۲۱   | مرکزی               | شهباز             | 3388         |
| ۲۲   | کرمانشاه            | پراو              | ۳۴۰۵         |
| ۲۳   | زنجان               | کوه بلقیس         | ۳۳۴۳         |
| ۲۴   | خراسان رضوی         | شیرباد            | ۳۳۰۳         |
| ۲۵   | هرمزگان             | تشگر              | ۳۲۶۷         |
| ۲۶   | قم                  | برف‌انبار          | ۳۲۲۰         |
| ۲۷   | کردستان             | زلیخا             | ۳۲۲۰         |
| ۲۸   | ایلام               | کان صیفی          | ۳۰۵۰         |
| ۲۹   | خراسان شمالی        | شاه‌جهان           | ۳۰۶۴         |
| ۳۰   | خراسان جنوبی        | نایبند            | ۳۰۰۵         |
| ۳۱   | بوشهر               | پازنان            | ۱۹۶۸         |

## نوشتارهای وابسته
- فهرست بلندترین کوه‌های ایران
- فهرست کوه‌های ایران
- فهرست آتشفشان‌های ایران